# باول أونيل (لاعب كرة قاعدة)
باول أونيل (بالإنجليزية: Paul O'Neill)‏ هو لاعب كرة قاعدة أمريكي، ولد في 25 فبراير 1963 في كولومبوس في الولايات المتحدة.

## وصلات خارجية
- الموقع الرسمي
- باول أونيل على موقعبيزبول رفرنس.كوم (الدوري الرئيسي) (الإنجليزية)
- باول أونيل على موقعبيزبول رفرنس.كوم (الدوري الثانوي) (الإنجليزية)
- باول أونيل على موقع مشجعي الرسوم البيانية (الإنجليزية)